# Катырев-Ростовский, Иван Михайлович
Князь Иван Михайлович Катырев-Ростовский (умер в ноябре 1641, Москва) — русский государственный деятель, рында и воевода в правлении Бориса Годунова, Смутное время и во времена Михаила Фёдоровича.
Последний представитель княжеского рода Катыревых-Ростовских. Зять царя Михаила Фёдоровича.

## Биография
Иван был единственным сыном князя Михаила Петровича Катырева-Ростовского (ум. 1606).
Первые сведения об Иване Катыреве относятся к 1598 году, когда он вместе с отцом подписался на избирательной грамоте царя Бориса Фёдоровича Годунова. Рында: в 1602—1603 годах при представлении Государю датского королевича Иоанна, жениха царевны Ксении Годуновой и Любских послов, в 1604 году — персидских и польских послов, в сентябре при персидских послах стоял вторым стольником у государева стола, в феврале чашник «наряжал вина» при государевом столе, в апреле 1605 года — при персидском и польском гонце и английском после.
В мае 1606 года на свадьбе Лжедмитрия I и Марины Мнишек ходил перед ним с окольничими и был вторым мовником в бане.
В январе 1608 года был в числе участников свадебного поезда царя Василия Шуйского, женившегося на его родственнице княжне Марии Буйносовой-Ростовской. В тот же год участвовал в боевых действиях против Лжедмитрия II воеводой в войсках на реке Незнань. Был при этом заподозрен в измене, подвергнут пыткам и сослан в Тобольск, где в 1609—1612 годах был первым воеводой. В 1612 году боярским правительством вызван в Москву.
В 1613 году принимал участие в выборах нового русского царя Михаила Романова, на сестре которого Татьяне Фёдоровне (ум. 4 ноября 1612 года) он был женат первым браком. На грамоте по избранию в цари Михаила Фёдоровича подписался двадцать третьим. В 1614 году первый воевода Большого полка в Туле. В 1615 году, по известию о нападении крымцев, первый воевода Большого полка, стоял за Москвою-рекою. В 1616—1617 годах смотрел первым стольником в большой государев стол при приёме английского посла. В 1618 году первый воевода за Москвою-рекою по «литовским вестям». В этом же году первый воевода Большого полка в Туле.
В 1618 году состоялось местническое дело В. А. Третьякова-Головина с князем Ю. П. Буйносовам-Ростовским, где Третьяков доказывал, что часть ростовских княжат — Бахтеяровы, Гвоздевы и Приимковы исторически «меньше» Третьяковых-Головиных. Тогда за Буйносовых вступился представитель старейшей ветви — князь Иван Михайлович и боярин князь А. В. Лобанов-Ростовский, заявившие, что у них по роду Буйносовы — «большие». Эта высокопоставленная родня и подтасовка дьяка Сыдавного Васильева инициировали спор, приведший Третьякова к поражению, опале и тюрьме. Однако больше всего проигравшего возмутило вольное обращение князя И. М. Катырева со своей собственной родословной, и проигравший произнёс: «Мне с тобою, князь Иван Михайлович не сойтись, готов хоть с внуком твоим быть, но отец твой. князь Михайло Петрович…. за Буйносовых никогда не вступался, и ты, вступаясь, себя позоришь». Князья Ростовские, в этом местничестве, с помощью дьяка добавили в приговор слова: «и всех Ростовских быть меньше мочно». Пересмотр дела Третьяков добился только в 1622 году, когда выяснилось, что «своровал дьяк….велел написать без государенва указа, а то дело не всхоже, и велик и мал в Ростовских князьях, не ровны Ростовские….а ныне государь…. тое записки и сказки не вели поставить в дело».

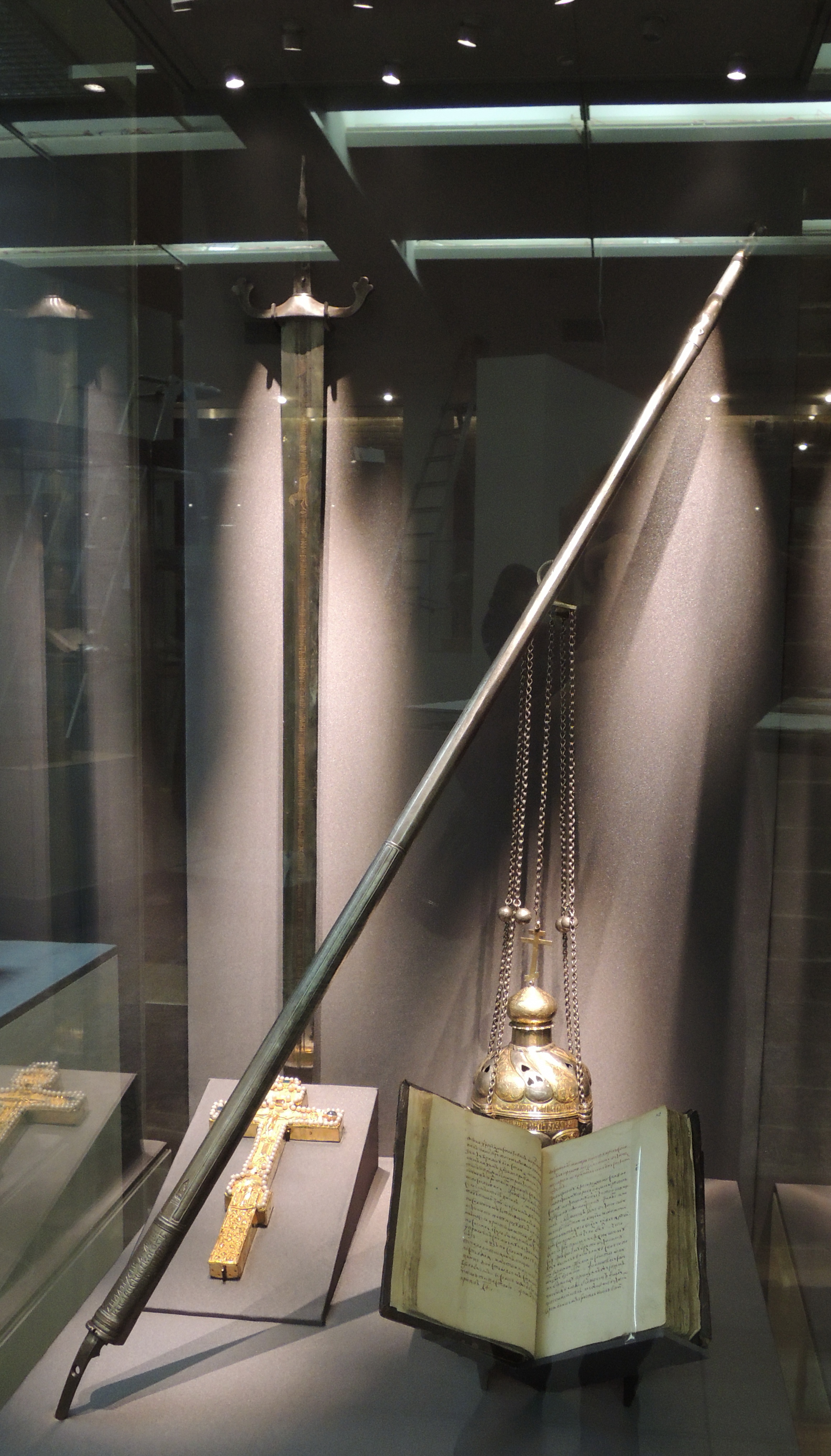
Пищаль Ивана Катырева-Ростовского, а также приписываемая ему Летописная книга

В 1619 году князь Иван Михайлович в Москве за Москвою-рекою первый воевода на случай осады столицы. В 1624 году участвовал в первой свадьбе царя с Марией Долгоруковой, первый в свадебном поезде, а после послан первым воеводой Большого полка в Тулу. В феврале 1626 года, на второй свадьбе царя с Евдокией Лукьяновной Стрешневой первый в свадебном поезде. В 1627 году упомянут московским дворянином первой статьи. В 1630 году встречал турецкого посла, на второй встрече, при представлении его Государю. В 1630—1632 годах первый судья Владимирского судного приказа. В эти года встречал первым при представлении Государю датского и турецкого послов. В октябре 1633 года назначен первым воеводой в Великий Новгород, где был до 1635 года. В этот период он познакомился с игуменом Нило-Столобенского монастыря Нектарием и содействовал его возведению в архиепископы Сибирские и Тобольские.
Скончался в ноябре 1641 года в Москве, где числился в числе московских дворян (1627—1640), занимая в их перечнях первое место. С его смертью угас род Катыревых-Ростовских.
Авторству Ивана Катырева-Ростовского приписывают так называемую «Летописную книгу» (изложение событий от царствования Ивана Грозного до избрания Михаила Фёдоровича), которая является наиболее последовательным изложением истории Смутного времени. Высказываются предположения, что Летописная книга могла быть написана С. И. Шаховским, С. И. Кубасовым или И. А. Хворостининым, а князь Катырев-Ростовский только участвовал в её редактировании, внеся свои дополнения и стихи (например, похвала его отцу М. П. Катыреву-Ростовскому).

## Семья
Женат дважды:
1-я жена: Татьяна Фёдоровна Романова (умерла 21 июля 1611), сестра царя Михаила Фёдоровича. В этом браке не было мужского потомства.
2-я жена: Ирина Григорьевна, мамка царевича Алексея Алексеевича.
Его единственная дочь Софья вышла за князя Ф. Н. Одоевского.